# 片平聡
片平 聡（かたひら さとし、1968年〈昭和43年〉9月15日 - ）は、静岡県出身の日本の外交官。
在英国大使館公使、大臣官房参事官などを経て、2023年8月から経済局長を務める。

## 略歴
- 1992年3月　東京大学法学部第二類卒業
- 1992年4月　外務省入省
- 2009年7月　内閣法制局第三部 参事官
- 2012年8月　外務省在ブラジル日本国大使館 参事官
- 2014年8月　経済局国際経済課長
- 2017年8月　国際法局経済条約課長
- 2019年12月　在英国日本国大使館 公使
- 2022年8月　大臣官房参事官 兼 総合外交政策局（大使）、国際法局
- 2023年8月　経済局長

## 同期
- 池上正喜（23年大臣官房審議官（欧州局担当））
- 石瀬素行（24年国際情報統括官）
- 金井正彰（24年国際法局長）
- 北村俊博（23年大臣官房審議官（中東アフリカ局、中東アフリカ局アフリカ部、国際協力局、地球規外模課題担当））
- 熊谷直樹（24年大臣官房審議官（Ｇ７外相会合、貿易大臣会合準備事務局長、総合外交政策局、領事局担当））
- 高田真里（21年在重慶総領事）
- 中村和彦（24年地球規模課題審議官・22年大臣官房審議官）
- 中村仁威（24年軍縮不拡散・科学部長、国際法研究者）
- 中村亮（23年アジア大洋州局南部アジア部長）
- 西永知史（23年大臣官房審議官（総合外交政策局担当））
- 原圭一（23年ジブチ大使）
- 別所健一（23年ミュンヘン総領事）
- 宮下匡之（24年儀典長・24年大臣官房審議官（総括担当）兼大臣官房公文書監理官）